# Frø (plantedel)
|  | For andre betydninger af ordet Frø, se Frø. |
Frøet er den unge plante i fostertilstand. Som regel er plantefrøet (og det spirede frø; kimplanten) forsynet med oplagsnæring (frøhviden) og et eller flere beskyttende, ydre lag (frøskallen). Frø findes i mange størrelser og former, og tilmed i så små udgaver, at de helt mangler oplagsnæring (se Orkide).
Planteformering
Mange planter formeres ved hjælp af de frø som dannes af planterne efter de har blomstret. Det gælder specielt for grønsagsplanterne, hvor langt de fleste formeres igennem frø. Frø til grønsager kan man dyrke selv, men eftersom de let bliver krydsbestøvet, er det svært at være sikker på hvordan næste års afgrøde bliver. 